# Terebra formosa
Terebra formosa é uma espécie de gastrópode do gênero Terebra, pertencente a família Terebridae.